# San Román (Stann Creek District)
San Román ist ein Ort im Stann Creek District in Belize. 2010 hatte der Ort 894 Einwohner.

## Geographie
San Román liegt am Southern Highway zwischen Santa Rosa (NO) und Georgetown.
Der Waha Leaf Creek entwässert zum Santa Maria Creek hin nach Osten.

## Geschichte
Der Ort wurde von Mopan-Maya aus Santa Cruz im Toledo District gegründet. Viele der Bewohner arbeiten als Plantagenarbeiter bei der Banana Growers Association.

## Klima
Das Klima ist tropisch heiß.